# Дуайт Шрут
Дуайт Шрут (полное имя Дуайт Курт Шрут III англ. Dwight Kurt Schrute III) — вымышленный персонаж из комедийного телесериала NBC «Офис», которого играет Рэйн Уилсон. В оригинальной британской версии сериала его прообразом является Гаррет Кинан в исполнении Маккензи Крука. Шрут — торговый представитель и помощник регионального менеджера филиала Dunder Mifflin в Скрантоне, человек с высоким интеллектом и низким уровнем социальных навыков. Он имеет широкий круг интересов, но не обладает эмпатией и не разбирается в вопросах общения с людьми, из-за чего оказывается основным объектом шуток Джима Халперта и Пэм Бисли. Дуайт открыто недолюбливает большинство своих коллег, но искренне восхищается своим начальником Майклом, чем раздражает даже его самого.
Образ Дуайта высоко оценён критиками. Это один из самых популярных персонажей шоу.

## Роль в сюжете
Дуайт Шрут работает продавцом и помощником регионального менеджера в компании по распространению бумаги Dunder Mifflin. В последнем сезоне его повысили до регионального менеджера. Дуайт управляет отелем, расположенным на ферме Шрутов, является владельцем свекольной плантации и (начиная с 7-го сезона) владельцем здания, в котором находится скрэнтонский офис компании. Его особенности — отсутствие социальных навыков и здравого смысла, любовь к боевым искусствам и системе правосудия.
На протяжении всего сериала Дуайт стремится стать региональным менеджером Dunder Mifflin Scranton, но при этом подчиняется Майклу Скотту, иногда исполняя его обязанности в течение одного эпизода.

## Оценки персонажа
Дуайт Шрут получил очень позитивный приём у критиков и широкой аудитории. Он часто упоминается как один из самых популярных персонажей «Офиса». В списке 100 лучших персонажей в истории телевидения TV Guide Дуайт занял 85-е место. По словам рецензента ABC News, это «один из прорывных персонажей телевизионной комедии… выживальщик, изучающий каратэ, который любит стрелять из арбалета и смотреть по телевизору „Звёздный крейсер «Галактика»“. И он относится к себе очень, очень серьёзно…». Звучало мнение о том, что Рэйн Уилсон должен быть номинирован на премию Эмми за роль Дуайта. «Мистер Шрут, вы — причина, по которой я люблю свою работу, мой друг, — написал об этом обозреватель E! News Корби Горш. — Именно самоотверженные героические поступки такого человека, как вы, делают телевидение приятным местом в четверг вечером. Вы можете быть обычным гражданином, который не принимает наград за то, что он гражданин, но вам стоило бы вручить „Эмми“ за лучшую роль второго плана, потому что, чёрт возьми, вы этого заслуживаете».
Обозреватель сайта PopMatters отметил: «Ирония шоу заключается в том, что Майкл и Дуайт, несчастные люди, при этом являются лучшими продавцами». Дуайт подходит к продажам с обычным для него милитаристским рвением, и это окупается (характерно, что, когда Джим даёт Дуайту текст речи Бенито Муссолини, тот её произносит с таким энтузиазмом, что срывает овации). Музыкальная группа The Devil Wears Prada назвала одну из своих песен Assistant to the Regional Manager, намекая на Дуайта. Она же создала дизайн футболки, который косвенно ассоциируется с Дуайтом.